# Michnicze (obwód mohylewski)
Michnicze (biał. Міхнічы, Michniczy, ros. Михничи, Michniczi) – dawna wieś na Białorusi, w obwodzie mohylewskim, w rejonie krasnopolskim; obecnie nie istnieje.

## Historia
W 2. połowie XIX wieku miejscowość była wsią w powiecie czerykowskim guberni mohylewskiej Imperium Rosyjskiego. Znajdował się w niej zarząd gminy obejmujący 1142 mieszkańców. W 1957 roku urodził się w niej Wiktar Karniejenka – radziecki i białoruski polityk i działacz społeczny. Obecnie nie istnieje.